# ランダル・コロ・ムアニ
ランダル・コロ・ムアニ（Randal Kolo Muani, 1998年12月5日 - ）は、フランス・ボンディ出身のプロサッカー選手。ユヴェントスFC所属。フランス代表。ポジションはフォワード。

## 経歴

### クラブ
2015年にナントの下部組織に入団。2016-17シーズンにリザーヴチームで8ゴールを挙げ、2018年にトップチームに昇格。2019-20シーズンはブローニュにローン移籍し、3ゴールを記録。2020-21シーズンよりトップチームに定着し、同シーズンは9ゴールを記録。翌2021-22シーズンもゴールを量産し、シーズン途中にはミランからの関心も報じられた。
2022年3月4日にフランクフルトと5年契約を締結し、2022-23シーズンより加入することが発表。
2023年9月1日、5年契約でパリ・サンジェルマンに移籍。移籍金はボーナスを含めると最大で9,000万ユーロと報じられている。
2025年1月23日、イタリアのユヴェントスにシーズン終了までのローン移籍。

### 代表
2021年に開催された東京オリンピックに、同オリンピックのU-24フランス代表で出場。日本代表と同じグループAに入り、1勝1敗で迎えたグループリーグ最終戦の日本戦で、0-3と劣勢の場面で迎えた後半29分に三好康児への危険なプレーで一発退場処分となり、試合も0-4で敗退となり、試合後は母国メディアから酷評されてしまった。
2022年9月22日、UEFAネーションズリーグのオーストリア戦で、92分にキリアン・エムバペとの途中交代でA代表初キャップを記録した。2022年11月、フランクフルトの一員として親善試合参加のため日本を訪れていたが、クリストフェル・エンクンクが怪我で代表チームから外れることとなり、急遽ワールドカップカタール大会を戦う代表チームに追加招集された。準決勝のモロッコ戦で勝利を決定的とするチームの2点目を奪って決勝進出を決めた。
2024年、UEFA EURO 2024ではラウンド16のベルギーとの対戦では相手のオウンゴールにつながるシュートを放ち、これが決勝点となり勝利した。準決勝のスペインとの対戦では先制点を挙げるも、その後逆転され、1-2で敗戦した。

## 個人成績

### クラブ
| 国内大会個人成績 | 国内大会個人成績 | 国内大会個人成績 | 国内大会個人成績 | 国内大会個人成績 | 国内大会個人成績 | 国内大会個人成績 | 国内大会個人成績 | 国内大会個人成績 | 国内大会個人成績 | 国内大会個人成績 | 国内大会個人成績 |
| 年度             | クラブ           | 背番号           | リーグ           | リーグ戦         | リーグ戦         | リーグ杯         | リーグ杯         | オープン杯       | オープン杯       | 期間通算         | 期間通算         |
| 年度             | クラブ           | 背番号           | リーグ           | 出場             | 得点             | 出場             | 得点             | 出場             | 得点             | 出場             | 得点             |
| フランス         | フランス         | フランス         | フランス         | リーグ戦         | リーグ戦         | F・リーグ杯      | F・リーグ杯      | フランス杯       | フランス杯       | 期間通算         | 期間通算         |
| ---------------- | ---------------- | ---------------- | ---------------- | ---------------- | ---------------- | ---------------- | ---------------- | ---------------- | ---------------- | ---------------- | ---------------- |
| 2018-19          | ナント           | 34               | リーグ・アン     | 6                | 0                | 0                | 0                | 0                | 0                | 6                | 0                |
| 2019-20          | ブローニュ       | 17               | ナシオナル       | 14               | 3                | 0                | 0                | 1                | 0                | 15               | 3                |
| 2020-21          | ナント           | 23               | リーグ・アン     | 37               | 9                | -                | -                | 1                | 0                | 38               | 9                |
| 2021-22          | ナント           | 23               | リーグ・アン     | 36               | 12               | -                | -                | 5                | 1                | 41               | 13               |
| ドイツ           | ドイツ           | ドイツ           | ドイツ           | リーグ戦         | リーグ戦         | リーグ杯         | リーグ杯         | DFBポカール      | DFBポカール      | 期間通算         | 期間通算         |
| 2022-23          | フランクフルト   | 9                | ブンデスリーガ   | 32               | 15               | -                | -                | 6                | 6                | 38               | 21               |
| 2023-24          | フランクフルト   | 9                | ブンデスリーガ   | 2                | 1                | -                | -                | 1                | 1                | 3                | 2                |
| フランス         | フランス         | フランス         | フランス         | リーグ戦         | リーグ戦         | F・リーグ杯      | F・リーグ杯      | フランス杯       | フランス杯       | 期間通算         | 期間通算         |
| 2023-24          | PSG              | 23               | リーグ・アン     | 26               | 6                | -                | -                | 3                | 2                | 29               | 8                |
| 2024-25          | PSG              | 23               | リーグ・アン     | 10               | 2                | -                | -                | 0                | 0                | 10               | 2                |
| イタリア         | イタリア         | イタリア         | イタリア         | リーグ戦         | リーグ戦         | イタリア杯       | イタリア杯       | オープン杯       | オープン杯       | 期間通算         | 期間通算         |
| 2024-25          | ユヴェントス     | 20               | セリエA          | 16               | 8                | 1                | 0                | -                | -                | 17               | 8                |
| 通算             | フランス         | フランス         | リーグ・アン     | 115              | 29               | 0                | 0                | 9                | 3                | 124              | 32               |
| 通算             | フランス         | フランス         | ナシオナル       | 14               | 3                | 0                | 0                | 1                | 0                | 15               | 3                |
| 通算             | ドイツ           | ドイツ           | ブンデスリーガ   | 34               | 16               | -                | -                | 7                | 7                | 41               | 23               |
| 通算             | イタリア         | イタリア         | セリエA          | 16               | 8                | 1                | 0                | -                | -                | 17               | 8                |
| 総通算           | 総通算           | 総通算           | 総通算           | 179              | 56               | 1                | 0                | 17               | 10               | 197              | 66               |

### 代表
| フランス代表 | 国際Aマッチ | 国際Aマッチ |
| 年           | 出場        | 得点        |
| ------------ | ----------- | ----------- |
| 2022         | 5           | 1           |
| 2023         | 8           | 1           |
| 2024         | 14          | 6           |
| 2025         | 4           | 1           |
| 通算         | 31          | 9           |

#### 得点
| # | 開催日         | 開催地                                 | 対戦国   | スコア | 結果 | 試合概要                |
| - | -------------- | -------------------------------------- | -------- | ------ | ---- | ----------------------- |
| 1 | 2022年12月14日 | アル＝ハウル、アル・バイト・スタジアム | モロッコ | 2-0    | 2-0  | 2022 FIFAワールドカップ |

## タイトル

### クラブ
ナント
- クープ・ドゥ・フランス（2021-22）[12]

パリ・サンジェルマン
- リーグ・アン（2023-24）
- クープ・ドゥ・フランス（2023-24）

### 個人
- ドイツ・ブンデスリーガ シーズンベストイレヴン（2022-23）[13]